# ترزنق
ترزنق هي قرية في مقاطعة خلخال، إيران. يقدر عدد سكانها بـ 362 نسمة بحسب إحصاء 2016.